# 鸚鵡石

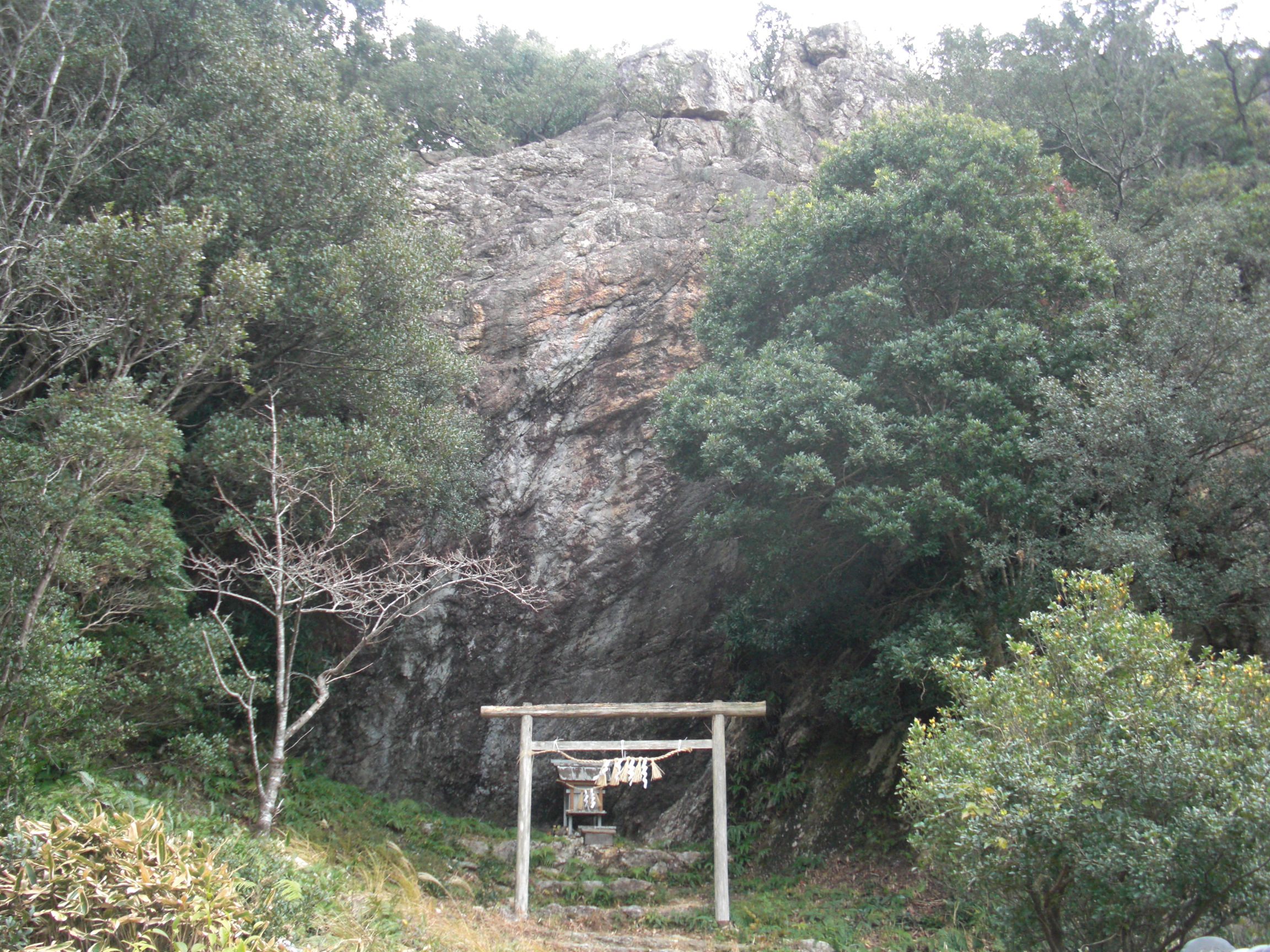
おうむ岩

鸚鵡石（おうむいし）は、その石にむかって声や音を発すると、オウムのようにその声や音のまねをするとされる石である。その原理は、山彦に似る。
日本の各地に鸚鵡石やその類と伝えられる石があるが、有名なのは三重県志摩市磯部町恵利原にある鸚鵡岩（おうむいわ）で、霊元天皇の叡覧に供したという。

## 全国各地の鸚鵡石
- 福島県須賀川市大栗にある鸚鵡石
- 愛知県田原市伊川津町にある鸚鵡石[2]
- 三重県度会郡度会町南中村にある鸚鵡石[3]
- 三重県志摩市磯部町恵利原にある鸚鵡岩

## 三重県志摩市の鸚鵡岩

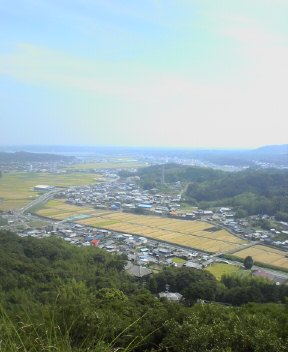
おうむ岩展望台

鸚鵡岩（おうむいわ）は三重県志摩市にある奇岩である。「鸚鵡」の漢字が難しいので一般に「おうむ岩」と表記される。伊勢志摩国立公園に属する。
明治には小松宮彰仁親王、大正には久邇宮邦彦王、昭和には東久邇宮稔彦王が訪れている。

### 概要
幅127m、高さ31mの一枚岩で、「語り場」で声を発したり、備え付けの拍子木を打つと、約50m離れた「聞き場」にいる人にはあたかも岩から音が発されているように聞こえる。 地質学的には秩父層群のチャートでできている。また、岩のある和合山の南には仏像構造線が通っていると推定されている。 
岩の北には｢広の谷｣と呼ばれる場所があり、サンゴや層孔虫、二枚貝といった中生代ジュラ紀の化石が発見されている。

### 所在地・周辺
三重県志摩市磯部町恵利原にある。三重交通バス恵利原バス停より徒歩約20分。岩の頂上には展望台が設けられ、磯部町の田園風景が楽しめる。

### 伊勢志摩ロッジ
岩の付近には国民宿舎伊勢志摩ロッジがあった。同ロッジは磯部町営として1965年（昭和40年）12月28日に開業し、1986年（昭和61年）4月1日に民営化、2010年（平成22年）に廃業となった。
的矢湾を望む鉄筋コンクリート構造3階建ての宿舎で、冷暖房完備であった。部屋数は21室、100人収容可能であった。